# Igboidni jezici
Igboid jezici, skupina benue-kongoanskih jezika koja okuplja sedam jezika podijeljenih u dvije podskupine, ekpeye s jednim jezikom kojim govore priapdnici plemena Ekpeye, i Igbo sa 6 jezika kojima govore plemena Igbo ili Ibo. Ovi jezici govore se u Nigeriji a dobili su ime po etničkoj skupini Igbo koji broje oko 18 000 000 (1999 WA).
Igboidni jezici su jezična skupina koja čini podgranu grane Benue-Congo jezične porodice Niger-Congo. U jugoistočnoj Nigeriji postoji gotovo 20 milijuna govornika igboidskih jezika. U ranim godinama 20. stoljeća pokušaj da se razvije umjetni oblik igba nazvan Union-Igbo, temeljen na četiri igbo dijalekta, nije bio uspješan. Kasnije se razvio standardni književni oblik temeljen na dijalektima Owerri i Umuahia. Postoji sve veći korpus književnosti na Igbou, a igbo pisci kao što su Chinua Achebe, Cyprian Ekwensi i Christopher Okigbo međunarodno su poznati. Igbo također koriste kao drugi jezik i drugi narodi koji žive u ovom području Nigerije.

## Klasifikacija
A. Ekpeye (1) Nigerija: ekpeye
B. Igbo jezici (6) Nigerija: igbo, ika, ikwere, izi-ezaa-ikwo-mgbo, ogbah, ukwuani-aboh-ndoni.

## Vanjske poveznice
- Ethnologue (14th)
- Ethnologue (15th)